# Município Belize
Município Belize är en kommun i Angola.   Den ligger i provinsen Kabinda, i den nordvästra delen av landet, 500 km norr om huvudstaden Luanda.
I omgivningarna runt Município Belize växer i huvudsak städsegrön lövskog. Runt Município Belize är det ganska glesbefolkat, med 34 invånare per kvadratkilometer.